# أمبيلاكيا، أتيكي (اليونان)
أمبيلاكيا، أتيكي هي قرية، في اليونان، تقع في Tempi (municipality) ‏، بلغ عدد سكانها 434 نسمة وذلك حسب إحصائيات سنة 2001، رمزها البريدي هو 400 04.